# Le Sadique à la tronçonneuse
Pour plus de détails, voir Fiche technique et Distribution.
Le Sadique à la tronçonneuse est un film espagnol réalisé par Juan Piquer Simón, sorti en 1982.

## Synopsis
Boston, 1942, un jeune garçon assassine sa mère à coups de hache après que celle-ci l'a surpris en train de faire un puzzle érotique. 40 ans plus tard une série de meurtres à la tronçonneuse ont lieu sur un campus.

## Fiche technique
- Titre original : Mil gritos tiene la noche
- Titre français : Le Sadique à la tronçonneuse
- Titre alternatif : Un tueur au campus
- Titre anglais : Pieces
- Réalisation : Juan Piquer Simón
- Scénario : Dick Randall et Joe D'Amato (comme John Shadow) et Juan Piquer Simón (non crédité)
- Costumes : Gonzalo Gonzalo
- Effets spéciaux : Basilio Cortijo
- Photographie : Juan Mariné (comme John Marine)
- Montage : Antonio Gimeno
- Musique : Librado Pastor ( Musique différente selon la version :us ,fr ou esp )
- Production : Stephen Minasian et Dick Randall
  - Producteur exécutif : Edward L. Montoro (en)
- Société de production : Almena Films
- Pays d'origine :  Espagne,  États-Unis,  Italie
- Langue : espagnol, anglais, italien
- Dates de sortie : 
  - Espagne : 23 août 1982
  - France : 7 décembre 1983
- Interdit aux moins de 16 ans

## Distribution
- Christopher George : Lt. Bracken
- Lynda Day George : Mary Riggs
- Frank Braña : Sgt. Holden
- Edmund Purdom : le doyen
- Ian Sera : Kendall James
- Paul L. Smith : Willard (crédité Paul Smith)
- Jack Taylor : Prof. Arthur Brown
- Gérard Tichy : Dr. Jennings

## Lieu de tournage
Faute de moyens pour une seconde équipe, aucune scène du film n'a été tournée à Boston (Massachusetts), le film a entièrement été tourné à Madrid, les scènes américaines sont tirées de Supersonic Man.

## Titres alternatifs
- Le Sadique à la tronçoneuse : le titre du film mal orthographié (« tronçoneuse ») apparaît sur la jaquette de l'une des éditions vidéos du film, la pochette reprend une illustration du film de Tobe Hooper, Massacre à la tronçonneuse[2]
- Le Cri du cobra
- Trop tard pour hurler
- Le Maniac
- Un Tueur au campus
- Pieces